# Eclipse lunar de 4 de abril de 2015
| Eclipse Lunar Total 4 de abril de 2015 | Eclipse Lunar Total 4 de abril de 2015 |
| --- | -------------------------------------- |
| Máximo do eclipse visto de Los Angeles, Califórnia - 12:00 UTC |                                        |
| A Lua passando pelo extremo da região norte do cone de sombra da Terra, de oeste para leste (da direita para a esquerda), com o disco lunar avermelhado durante a totalidade, contudo com sua extremidade voltada para o norte do cone de sombra (no limite da umbra) ligeiramente brilhante. |                                        |
| Gamma | +0,4460                                |
| Saros (e membro) | 132 (30 de 71)                         |
| Sequência de eclipses lunares |                                        |
| Anterior | 8 de outubro de 2014                   |
| Próximo | 28 de setembro de 2015                 |
| Duração (hr:mn:sc) |                                        |
| Total | 0:04:44                                |
| Parcial | 3:29:01                                |
| Penumbral | 5:57:31                                |
| Fases e Horários do Eclipse (UTC) |                                        |
| P1 | 9:01:27                                |
| U1 | 10:15:45                               |
| U2 | 11:57:54                               |
| Máximo | 12:00:15                               |
| U3 | 12:02:37                               |
| U4 | 13:44:46                               |
| P4 | 14:58:58                               |

O eclipse lunar de 4 de abril de 2015 foi um eclipse total, o primeiro de dois eclipses lunares do ano. Foi o terceiro de quatro eclipses totais da Lua seguidos, numa série conhecida como tétrade. Os  outros eclipses totais da tétrade são os de 15 de abril de 2014,  8 de outubro de 2014 e 28 de setembro de 2015.
Teve magnitude umbral de 1,0008 e penumbral de 2,0792. Isso devido a fato que a Lua, durante a fase total, cruzou muito próximo do limite norte da sombra da Terra, fazendo com que tivesse uma magnitude muito baixa além de uma duração curta, em poucos minutos, da totalidade do eclipse.
A Lua cruzou dentro da extremidade norte do cone de sombra da Terra, em nodo ascendente, dentro da constelação de Virgem.

## Série Saros
Eclipse pertencente ao ciclo lunar Saros de série 132, sendo este de número 30, ao todo com 71 eclipses na série. Foi o primeiro da série como eclipse total. O evento anterior do ciclo foi o eclipse lunar de 24 de março de 1997, o qual foi do tipo parcial, porém na ocasião, a sombra cobriu quase toda a superfície, restando apenas a extremidade norte do disco. O próximo evento do ciclo será o eclipse total de 14 de abril de 2033, integrante da próxima temporada de tétrades (2032-2033).

## Duração
A totalidade do eclipse durou apenas 4 minutos e 44 segundos,  se tornando como o eclipse total mais curto em quase cinco séculos, desde 17 de outubro de 1529 (que durou 1 minuto e 42 segundos). Foi o mais curto do século XXI. Outro eclipse total relativamente curto ocorreu em 28 de dezembro de 1917, com duração de 11 minutos e 58 segundos. O próximo eclipse total da Lua mais curto ocorrerá em 26 de maio de 2021 (com duração de 14 minutos e 24 segundos). Este foi o sexto de nove eclipses totais com duração inferior a 5 minutos, em um período de cinco milênios entre 2,000 a.C. e 3,000 d.C..
No entanto, devido à obliquidade do diâmetro da Terra, este eclipse lunar pode ter sido um "mal eclipse parcial".
Esta "lua vermelha" foi 12,9% menor no diâmetro aparente do que o Eclipse da Superlua de 28 de setembro de 2015, medido respectivamente 29,66' e 33,47' de diâmetro aparente. Ocorreu 3 dias antes do apogeu lunar, que teve diâmetro de 29,42'.

## Visibilidade
Foi visível sobre o Pacífico, Austrália, centro-leste da Ásia e no centro-oeste das Américas, especialmente a América do Norte.
| Região do planeta onde o eclipse foi visível durante o máximo da totalidade - 12:00 UTC. A região central do Oceano Pacífico obteve a melhor observação do meio do eclipse, de onde foi visível à meia-noite. |
| Mapa de visibilidade do eclipse |

## Galeria
| Progressão em Bali, Indonésia         |                                            |
| Time-lapse imagem em Taiwan           | Observatório Fox em Sunrise, Flórida (EUA) |
| Sequência em Melbourne, Flórida (EUA) | Progressão em St. Louis, Missouri (EUA)    |

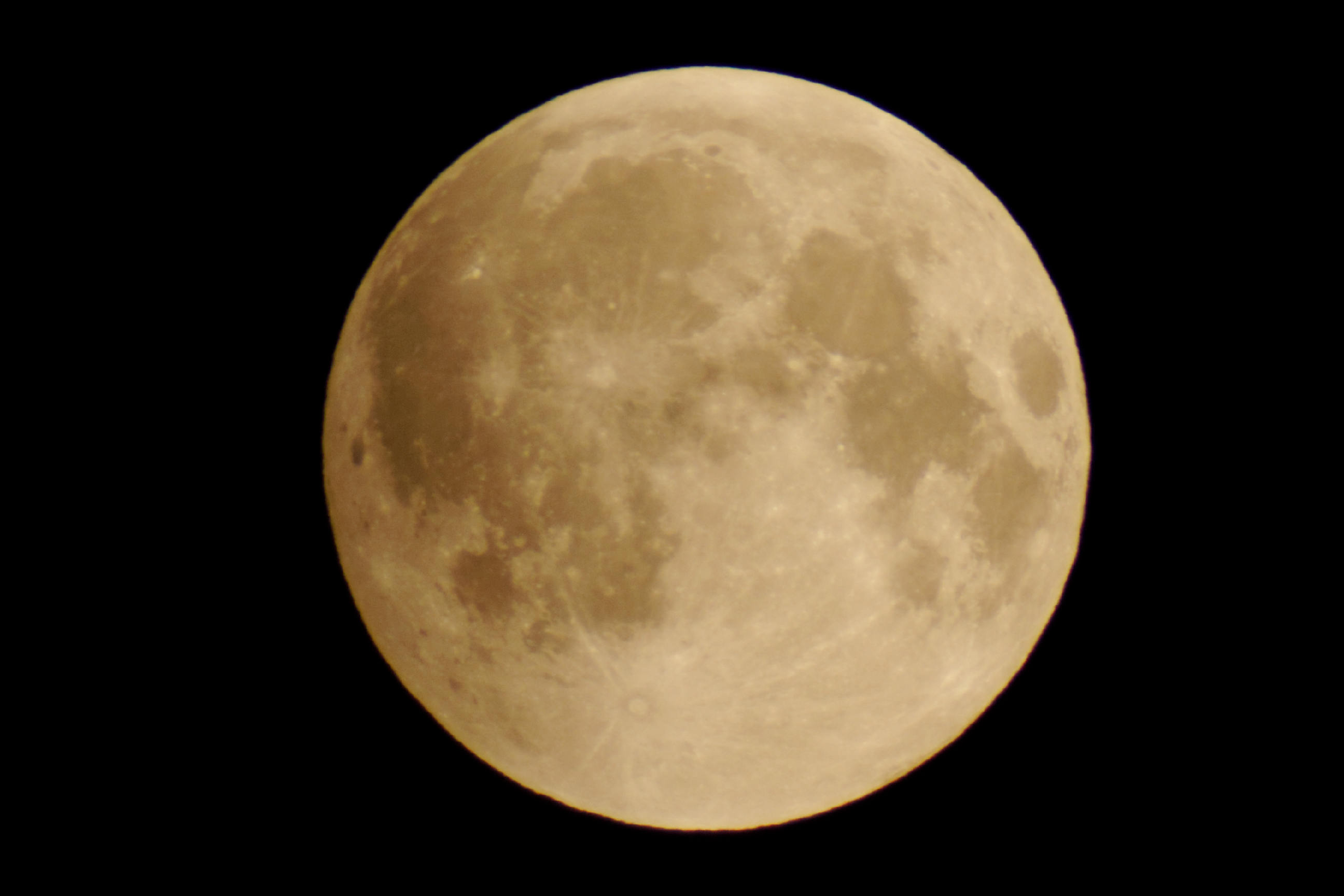
Toronto, Canadá, 9:54 UTC
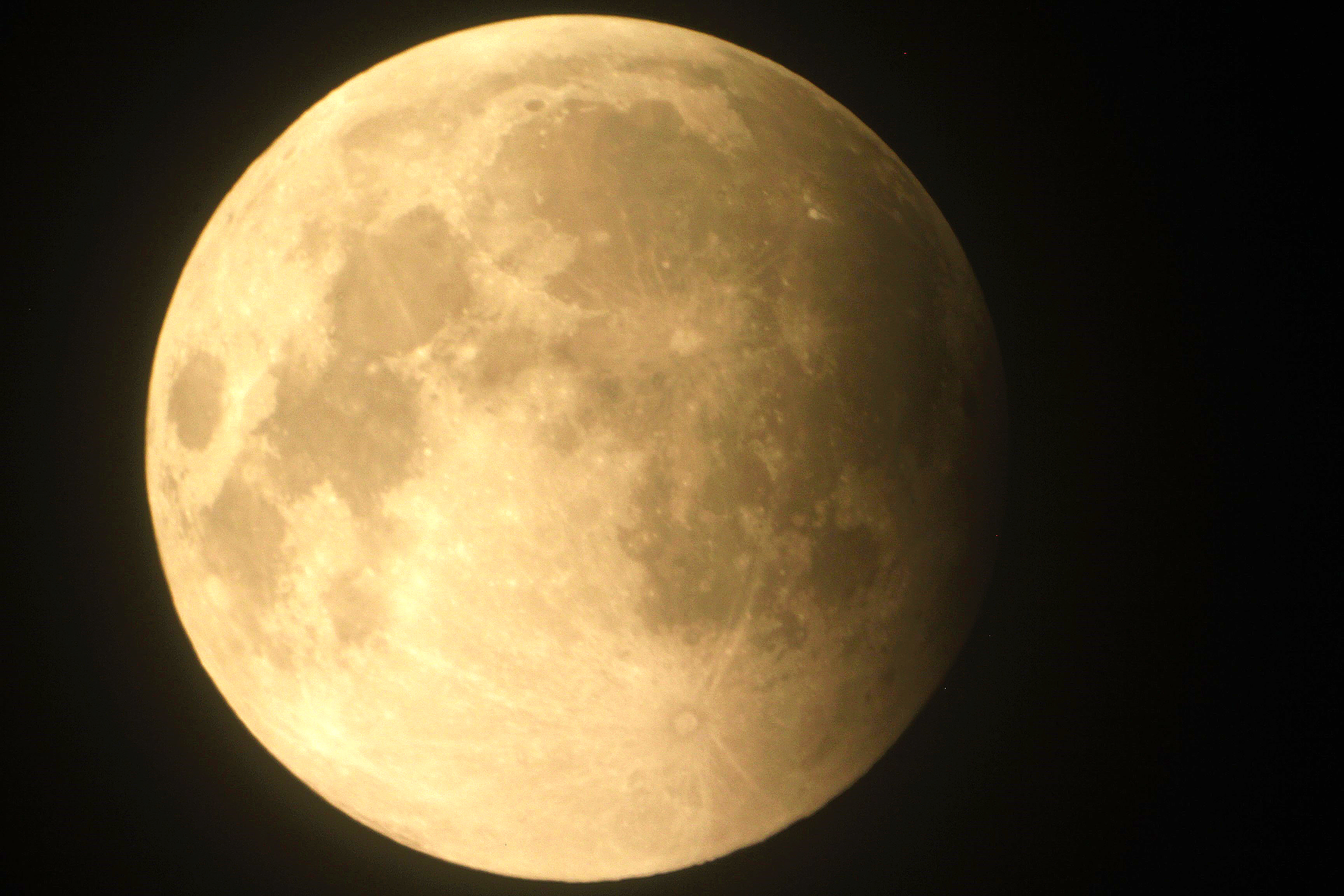
Auckland, Nova Zelândia, 9:54 UTC
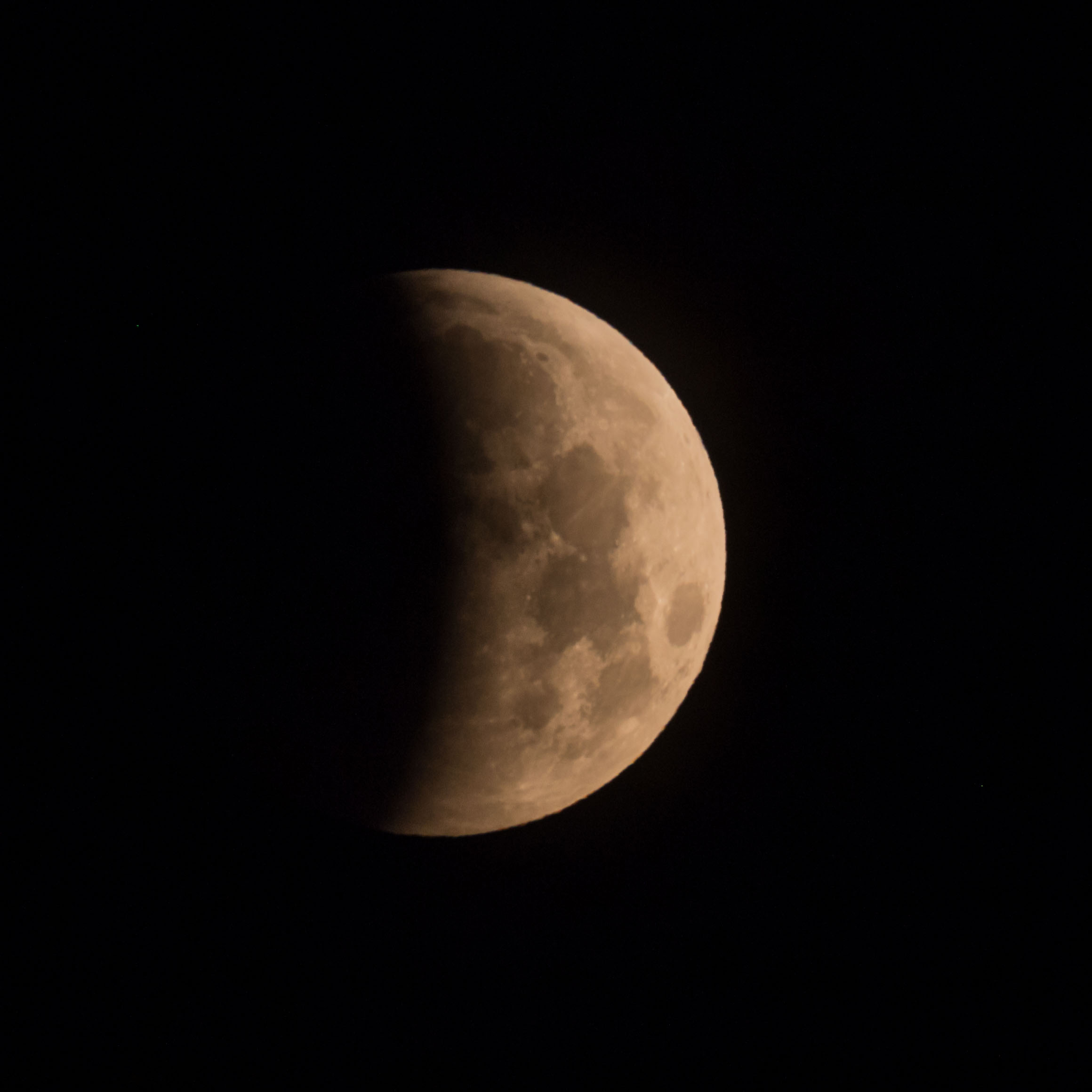
Macon, Geórgia (EUA), 10:54 UTC
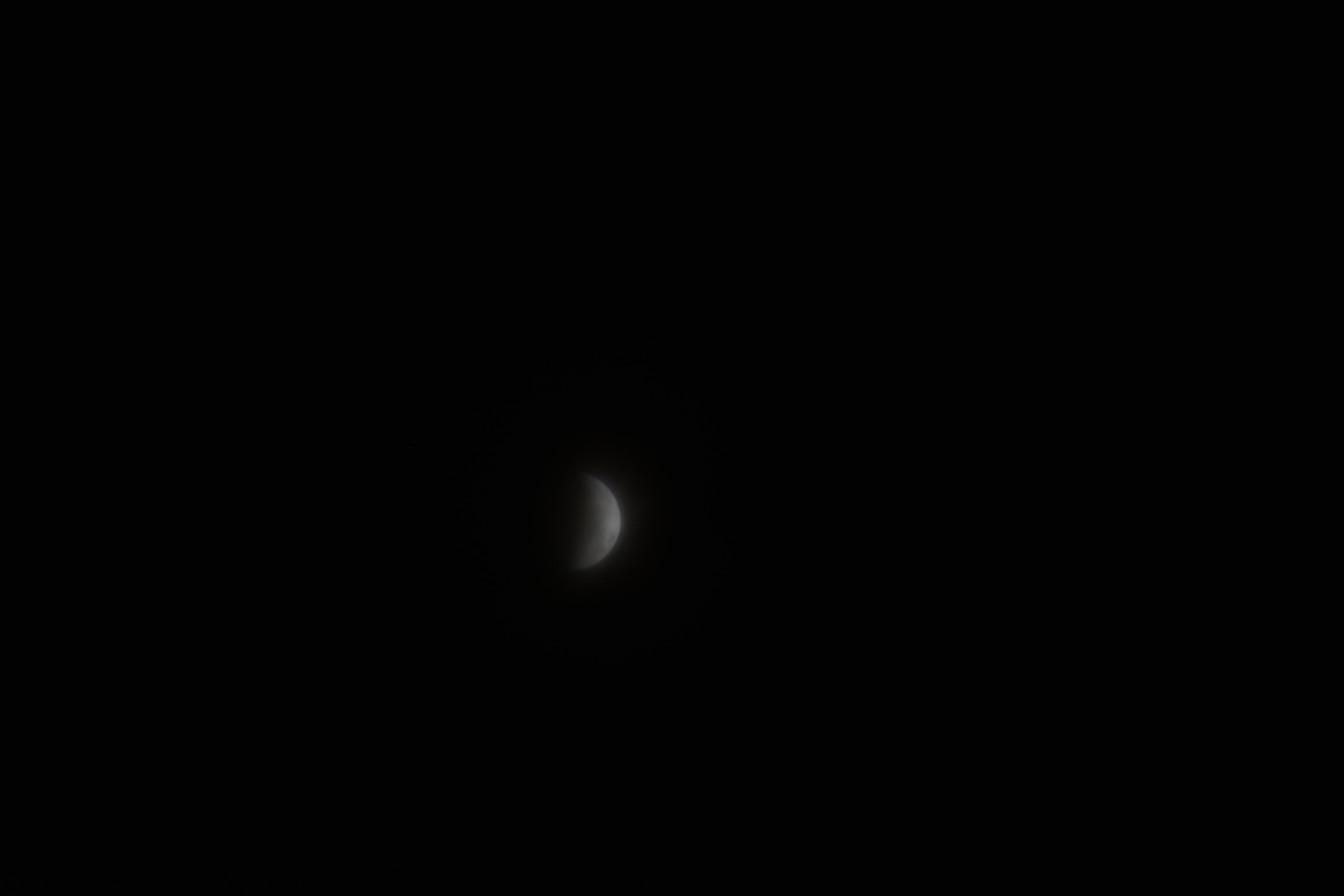
Cidade do México, México, 10:59 UTC
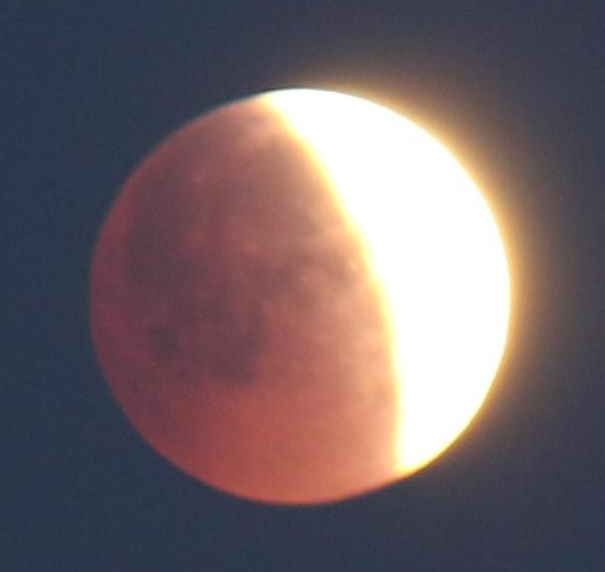
Mineápolis, Minnesota (EUA), 11:09 UTC
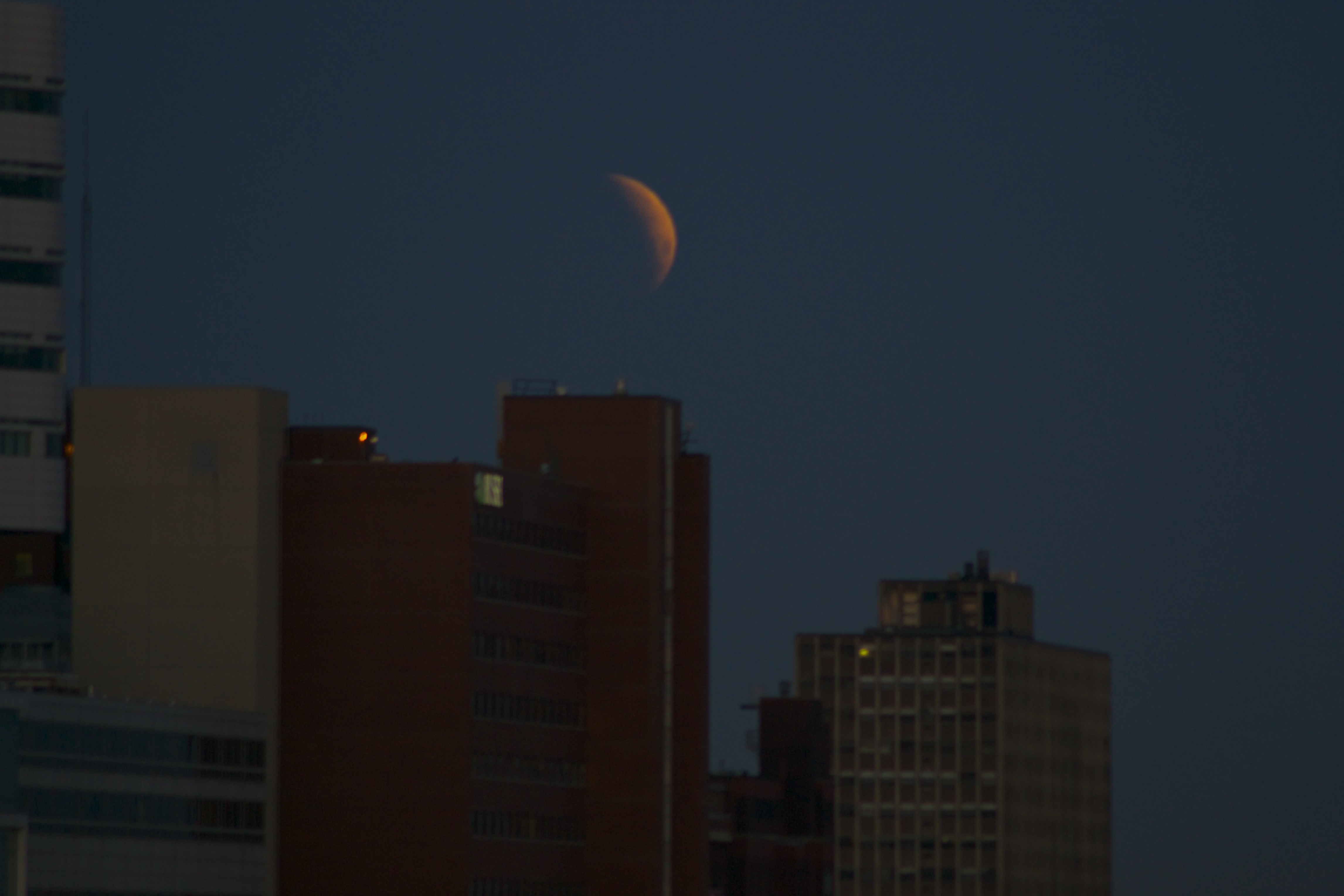
Chicago, Illinois (EUA), 11:36 UTC
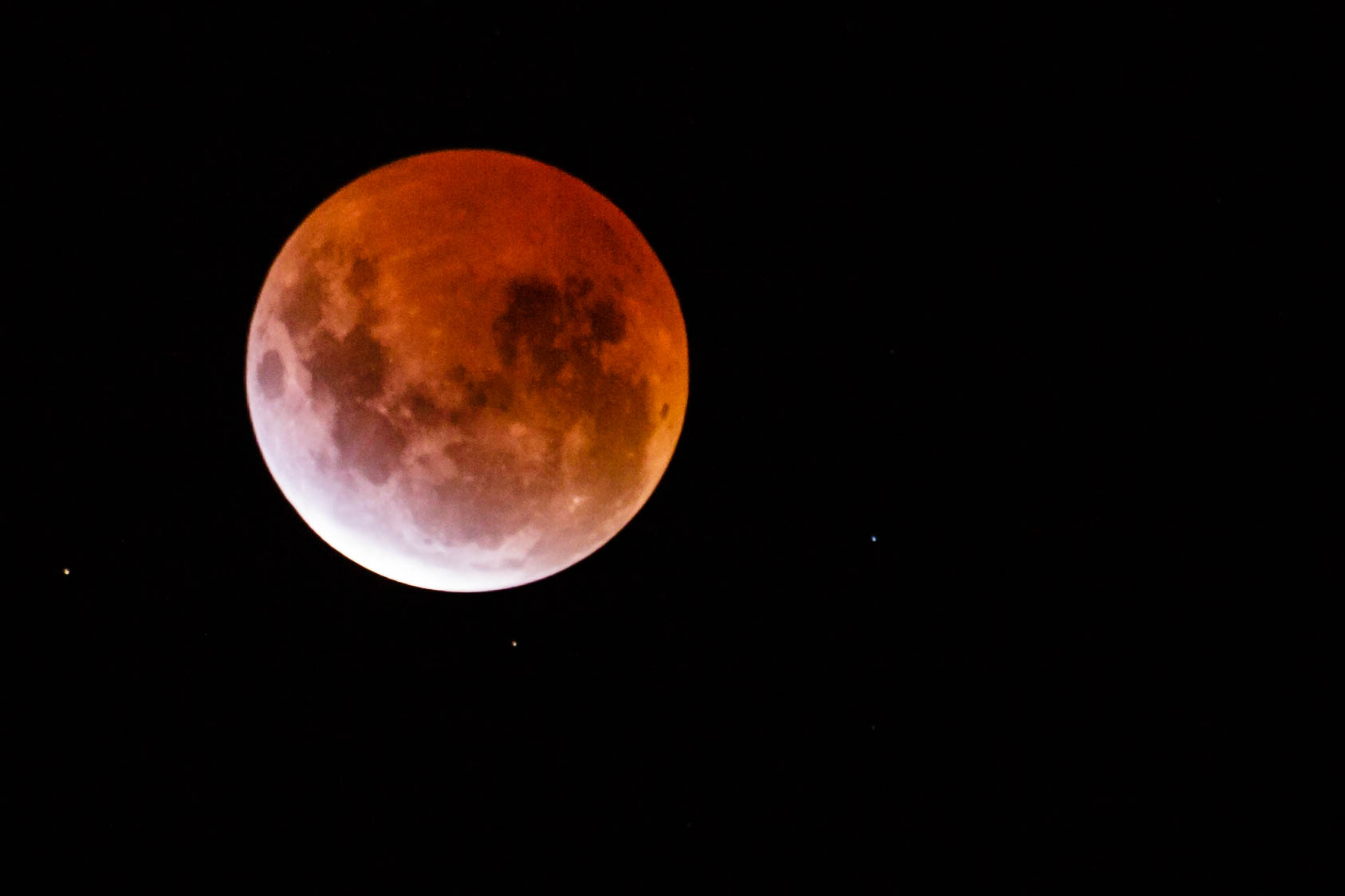
Melbourne, Austrália, 11:46 UTC
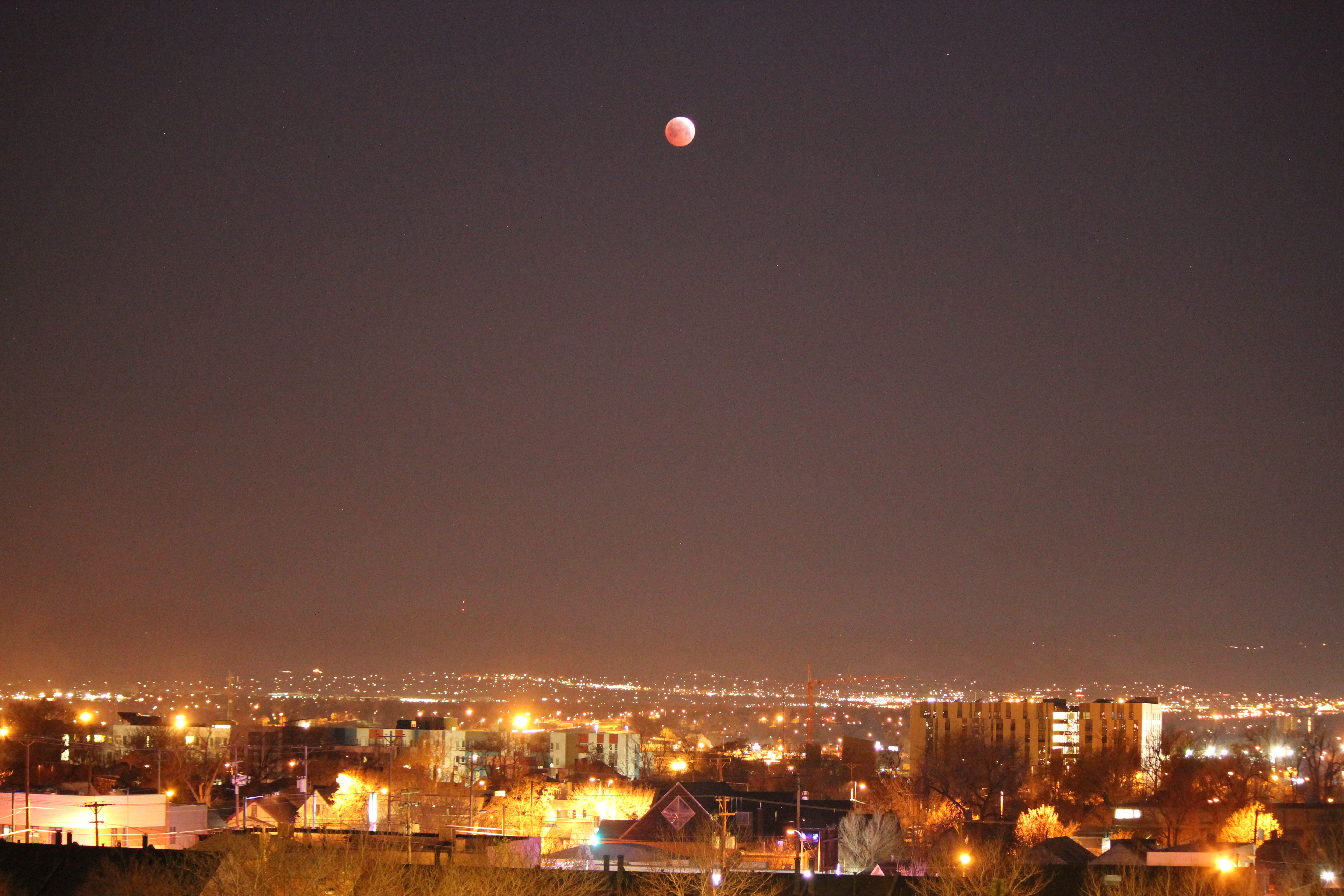
Denver, Colorado (EUA), 11:50 UTC
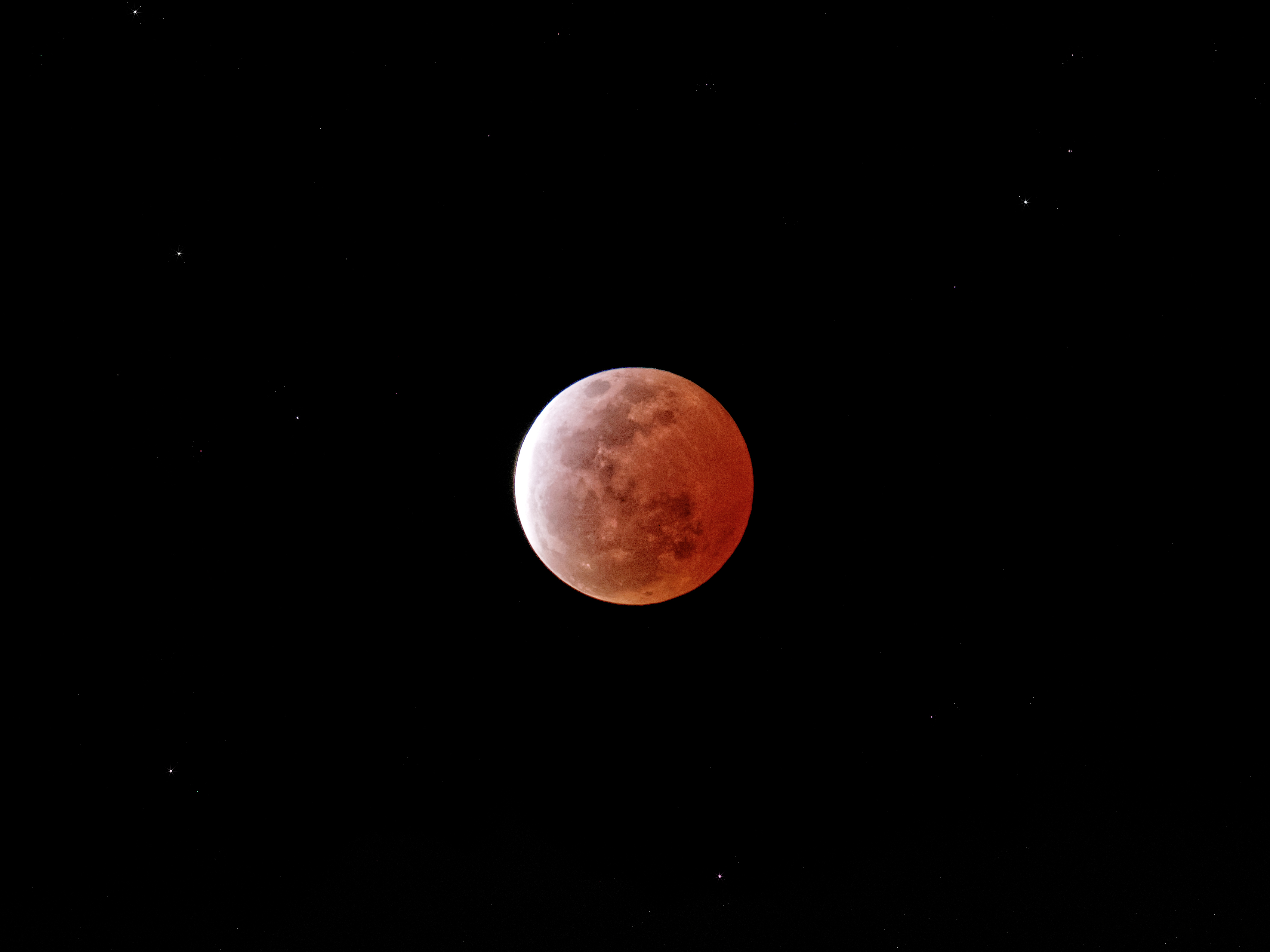
Tai Po, Hong Kong, 12:01 UTC
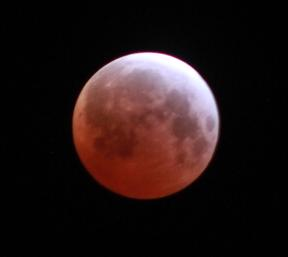
Condado de Santa Clara, Califórnia (EUA), 12:02 UTC
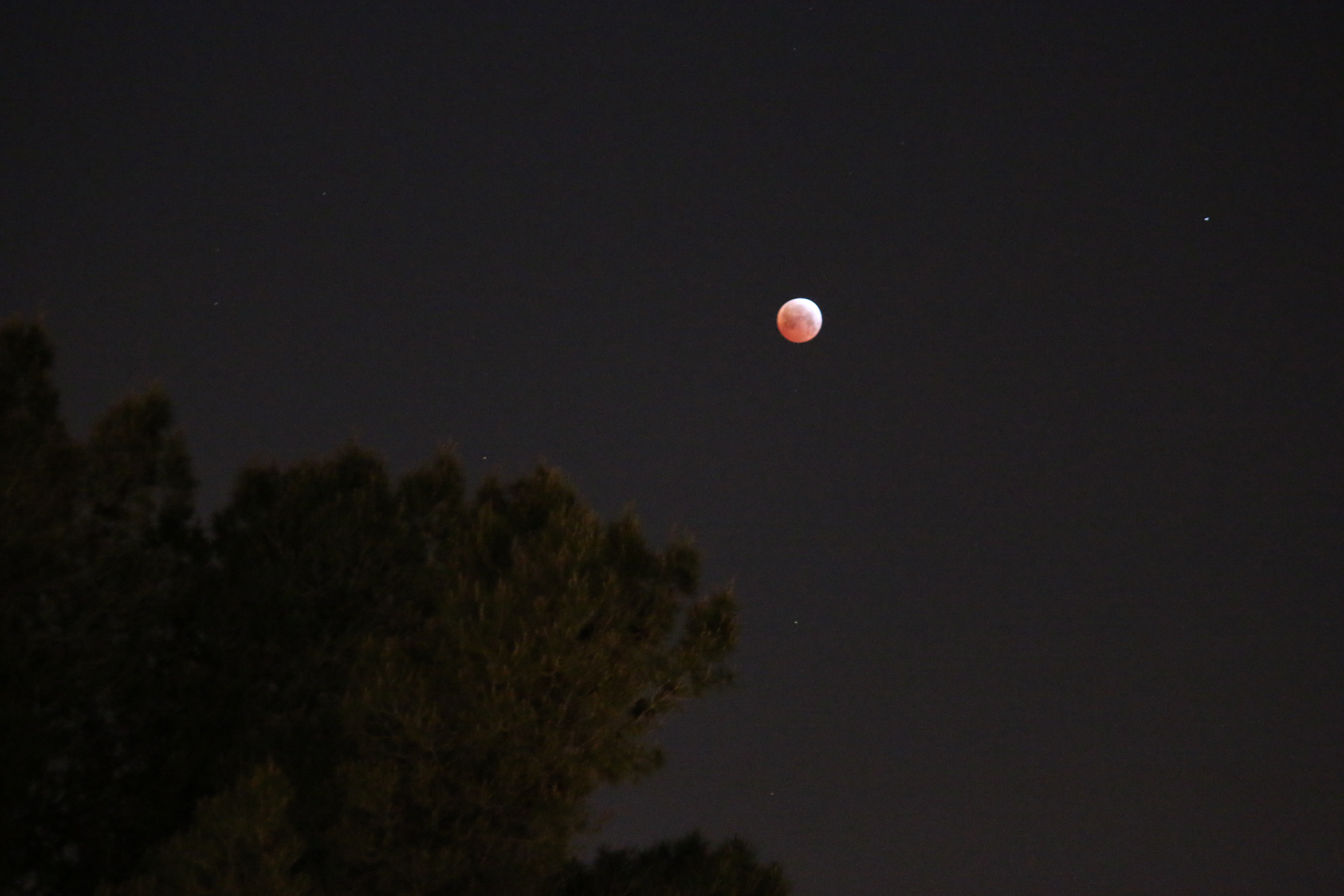
Las Vegas, Nevada (EUA), 12:03 UTC
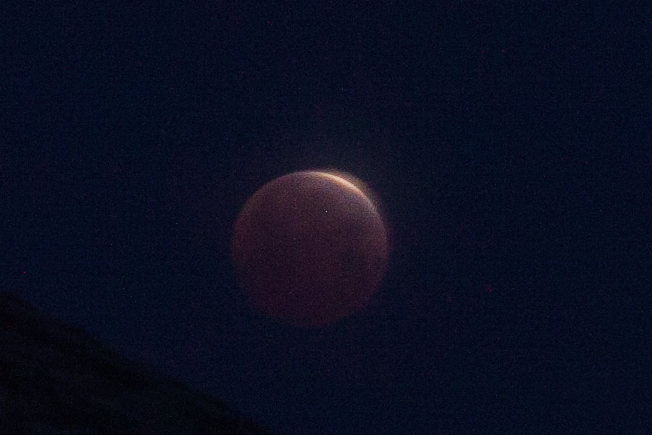
Rio Rancho, Novo México (EUA), 12:13 UTC
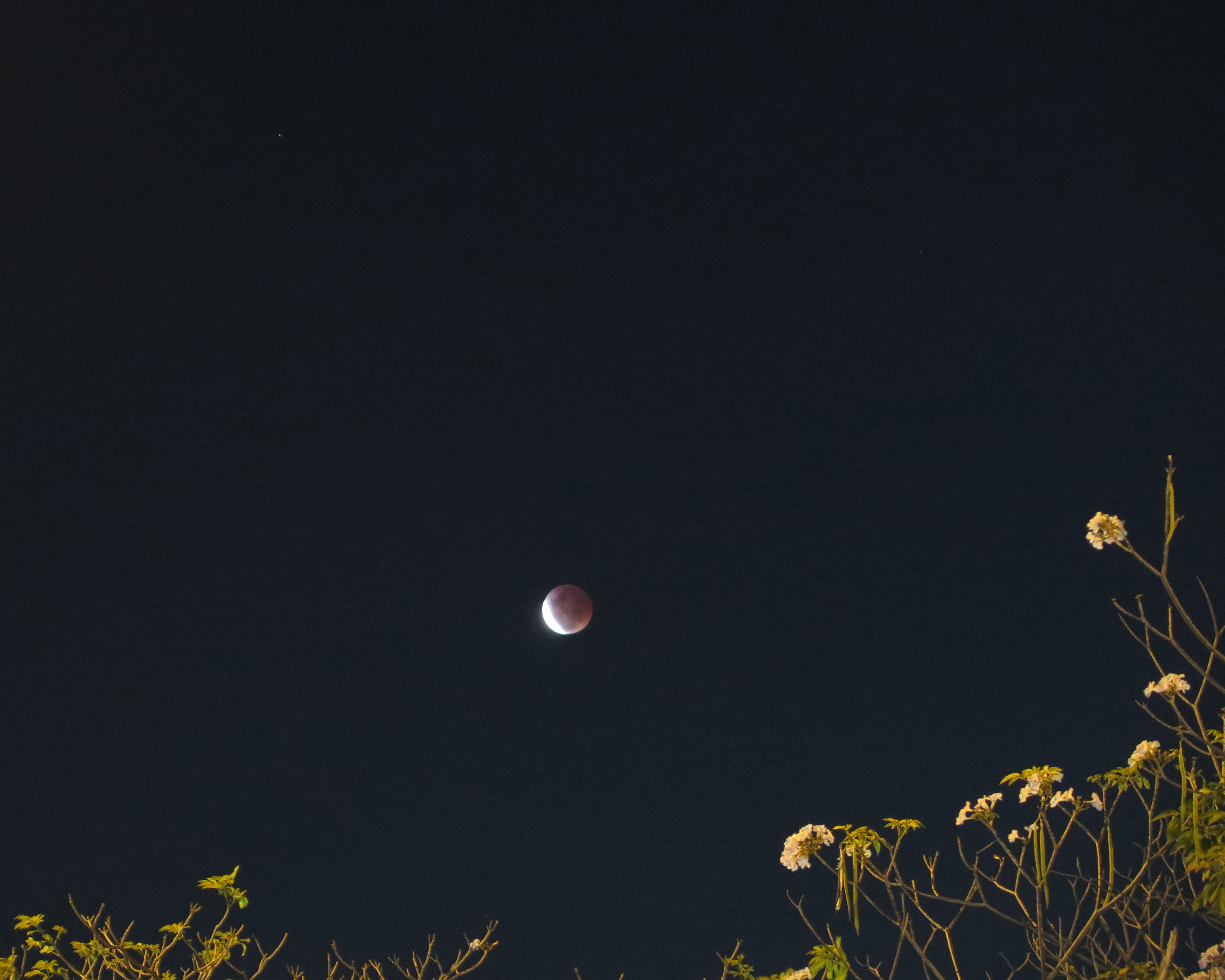
Banguecoque, Tailândia, 12:37 UTC
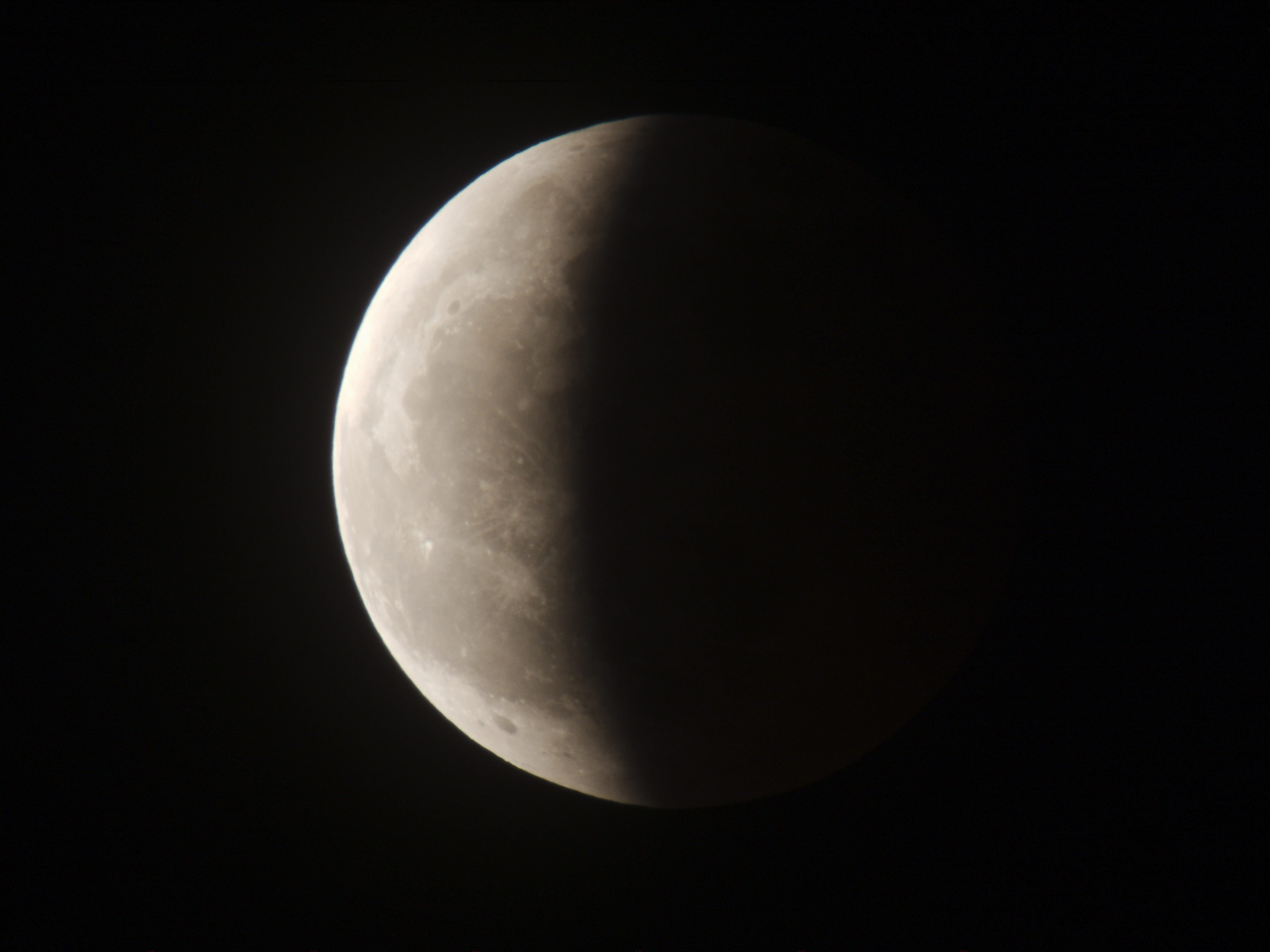
Hirosaki, Aomori (Japão), 12:56 UTC
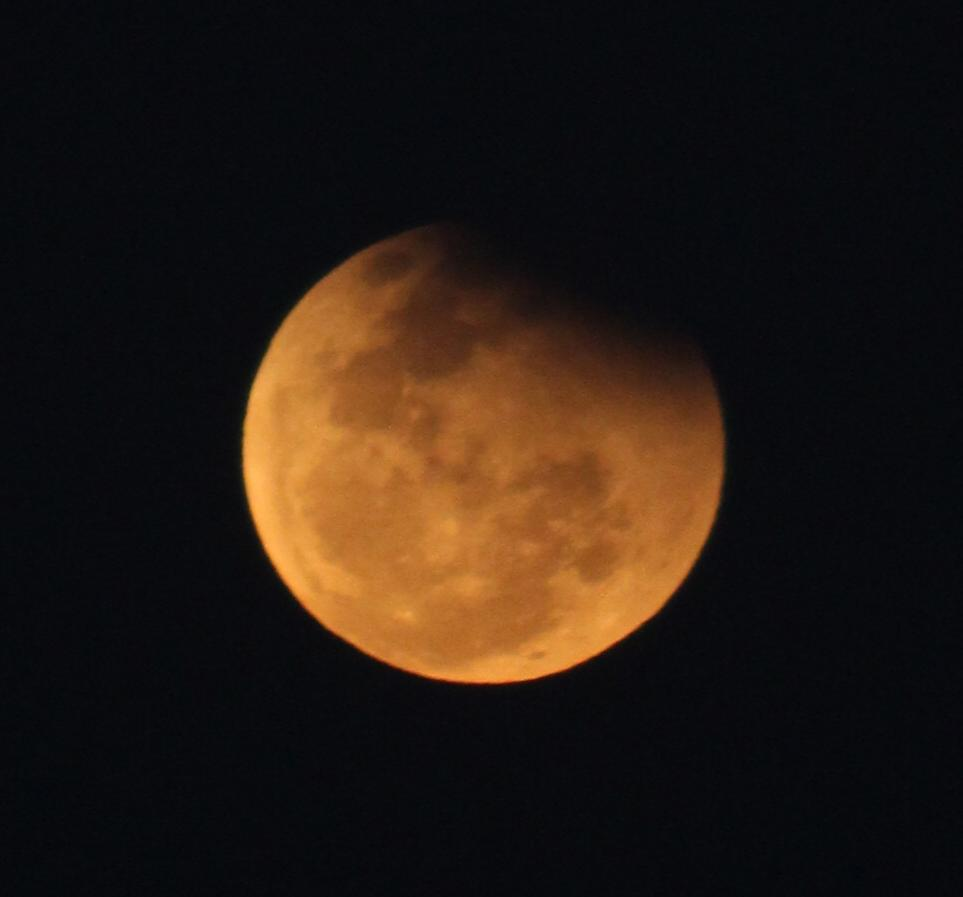
Pune, Índia, 13:38 UTC

## Antecedentes
Um eclipse lunar ocorre quando a Lua passa dentro da umbra da Terra (sombra). Quando o eclipse começa, a sombra da Terra escurece gradualmente a Lua.  Então, a sombra começa a "cobrir" parte da Lua, se apresentando com uma cor vermelha-escura (isso geralmente, pois a cor e a tonalidade pode variar de acordo com as condições atmosféricas). A Lua parece ser avermelhada devido à dispersão de Rayleigh (o mesmo efeito que faz com que o pôr-do-Sol apareça avermelhado) e a refração da luz pela atmosfera terrestre em sua sombra.
A simulação abaixo mostra a visão aproximada da Lua que cruza a sombra da Terra. A porção sul da Lua estava mais próxima do centro da sombra, tornando-a mais escura e de aparência mais vermelha, enquanto a extremidade norte, por cruzar no extremo da região de sombra, estava bem mais brilhante que o normal, aparentando ser um eclipse "quase parcial".

## Horários do Eclipse
| Eventos | Eventos           | Noite de 4 de abril (sábado) | Noite de 4 de abril (sábado) | Noite de 4 de abril (sábado) | Madrugada / Manhã de 4 de abril (sábado) | Madrugada / Manhã de 4 de abril (sábado) | Madrugada / Manhã de 4 de abril (sábado) | Madrugada / Manhã de 4 de abril (sábado) | Madrugada / Manhã de 4 de abril (sábado) | Madrugada / Manhã de 4 de abril (sábado) | Madrugada / Manhã de 4 de abril (sábado) | Madrugada / Manhã de 4 de abril (sábado) | Madrugada / Manhã de 4 de abril (sábado) |
| P1      | Início Penumbral* | N/A†                         | 8:01 pm                      | 10:01 pm                     | 12:01 am                                 | 1:01 am                                  | 2:01 am                                  | 3:01 am                                  | 4:01 am                                  | 5:01 am                                  |                                          |                                          |                                          |
| U1      | Início Parcial    | 6:16 pm                      | 9:16 pm                      | 11:16 pm                     | 1:16 am                                  | 2:16 am                                  | 3:16 am                                  | 4:16 am                                  | 5:16 am                                  | 6:16 am                                  |                                          |                                          |                                          |
| U2      | Início Total      | 7:58 pm                      | 10:58 pm                     | 12:58 am                     | 2:58 am                                  | 3:58 am                                  | 4:58 am                                  | 5:58 am                                  | 6:58 am                                  | N/D†                                     |                                          |                                          |                                          |
|         | Máximo do Eclipse | 8:00 pm                      | 11:00 pm                     | 1:00 am                      | 3:00 am                                  | 4:00 am                                  | 5:00 am                                  | 6:00 am                                  | 7:00 am                                  | N/D†                                     |                                          |                                          |                                          |
| U3      | Término Total     | 8:03 pm                      | 11:03 pm                     | 1:03 am                      | 3:03 am                                  | 4:03 am                                  | 5:03 am                                  | 6:03 am                                  | N/D†                                     | N/D†                                     |                                          |                                          |                                          |
| U4      | Término Parcial   | 9:45 pm                      | 12:45 am                     | 2:45 am                      | 4:45 am                                  | 5:45 am                                  | N/D†                                     | N/D†                                     | N/D†                                     | N/D†                                     |                                          |                                          |                                          |
| P4      | Término Penumbral | 10:59 pm                     | 1:59 am                      | 3:59 am                      | 4:59 am                                  | 5:59 am                                  | N/D†                                     | N/D†                                     | N/D†                                     | N/D†                                     |                                          |                                          |                                          |

† A Lua não foi visível durante esta parte do eclipse neste fuso horário.
* A fase penumbral do eclipse muda a aparência da Lua levemente, quanto ao brilho e escurecimento sutil da superfície, e geralmente não é perceptível.

Pontos de contato lunar relativos às sombras umbral e penumbral da Terra, aqui com a Lua perto de seu nodo descendente

O tempo de eclipses lunares totais é determinado pelos seus contatos:
- P1 (Primeiro contato):   Início do eclipse penumbral. Uma extremidade da Lua já entra na penumbra terrestre.
- U1 (Segundo contato):   Início do eclipse parcial. Uma extremidade da Lua entra na umbra terrestre.
- U2 (Terceiro contato):   Início do eclipse total. A superfície da Lua está inteiramente dentro da umbra da Terra.
- Máximo do Eclipse:   É o estágio máximo do eclipse total. A Lua está no seu ponto mais próximo do centro da umbra da Terra.
- U3 (Quarto contato):   Fim do eclipse total. Uma extremidade da Lua sai da umbra terrestre.
- U4 (Quinto contato):   Fim do eclipse parcial. Uma extremidade da Lua sai da penumbra terrestre.
- P4 (Sexto contato):   Fim do eclipse penumbral. A Lua já sai totalmente da penumbra da Terra.